# 강자민
강자민(1990년 10월 5일 ~ )은 대한민국의 가수이다.

## 개요
‘마산의 딸’ 강자민은 아이돌 연습생으로만 6년을 보냈으나 걸그룹 데뷔의 꿈은 이루지 못했다. 약 8년 간 연습생 생활에 매진하다가 신인 트로트 가수로 데뷔했다.
강자민은 매력적인 음색과 함께 고혹적인 미모, 완벽한 몸매로 ‘제2의 홍진영’이라는 별명을 얻었다.  롤모델로 선배 가수 장윤정을 꼽은 그가 숱한 시련과 역경을 이겨내고 ‘트로트 여왕’으로 우뚝 설 수 있을지 기대와 관심을 모은다.
현재는 발라드와 댄스도 병행하고 있다. 2024년 여자 트로트 가수들로 구성된 풋살팀 FC트롯퀸즈에 입단했다.

## 데뷔
- 2017년 7월 21일 미니 앨범 《화풍난양》(和風暖陽)으로 데뷔했으며[7], 8월 18일 서울 잠실 이랜드크루즈 선착장에서 쇼케이스를 가졌다.[8][9]

## 생애
강자민은 경상남도 창원시 마산합포구에서 출생했다. ‘마산의 딸’ 강자민은 혈혈단신 가수의 꿈을 품고 서울로 왔다. 아이돌 연습생으로만 6년을 치열하게 보냈다. 무대에 서보긴 했으나 걸그룹 데뷔의 꿈은 이루지 못했다.
연습생 때 주변에서 목소리에 '뽕끼'가 있다고 했는데, 그때는 그런 소리가 달갑지 않다. 트로트는 도피처가 아니라 운명인지도 몰랐다. 무산된 가수의 꿈을 이루기 위해 절망의 끝에서 붙잡은 희망이 트로트였다. 노래를 직접 녹음해서 보낼 수 있는 회사엔 다 보냈다. 취업을 위해 이력서 돌리는 거랑 다를 바 없었다. 한 곳이라도 연락 오기를 기다렸다.
약 8년 간 연습생 생활에 매진하며 걸그룹 데뷔를 꿈꿨지만 2017년 7월 21일 트로트 가수로 데뷔했으며, 8월 18일 화려한 쇼케이스를 시작으로 가수활동을 시작했다. 서울 잠실 이랜드크루즈 선착장에서 진행된 쇼케이스에서 "연습생 시절부터 주변 사람들로부터 ‘너는 트로트를 부르면 더 잘 어울릴 것 같다’는 말을 많이 들었다"며 "장르에 구애받지 않고 잘 할 수 있는 음악을 들려드리고 싶어서 새로운 도전을 결심했다"고 말했다.

## 활동
- 2017년 10월 6일 오전 주요 포털 사이트 검색어 1위를 차지했다. 이후 강자민은 인스타그램을 통해 직접 감사 인사를 전했다. 강자민은 이날 자신이 1위로 표시되어 있는 실시간 급상승 검색어 순위를 캡쳐한 사진을 인스타그램에 사진과 더불어 강자민은 “너무 감사합니다 휴일이고 아침이라 많이 안 보실 줄 알았는데 많이 봐주셨나봐용 제일 행복한 생일선물인 듯!”이라는 말을 남겼다.[16]

- 2020년 9월 22일 강자민이 작사에 참여한 두번째 앨범이자 싱글 《꼴깍꼴깍》을 발매했다.[17] 자신처럼 힘들게 살아가는 모든 사람들에게 "힘내세요!" 라고 응원하고 싶은 마음을 담았다. 그런데 한 방송국에서는 심의에 걸렸다.  ‘꼴깍꼴깍’은 강자민이 개사해 ‘흔들어줘요’와 함께 2020년 프로야구 ‘NC다이노스’의 새 응원가로도 쓰였다.[18]

## 방송
- 내일은 미스트롯 (2019)
- K트롯 서바이벌 골든마이크 (2019)
- 전국노래자랑  (2023)
- 가요무대 (2024)
- 6시 내고향 (2019,2020,2021)

## 음반
- 화풍난양 (2017)
- 꼴깍꼴깍 (2020)
- 나를 보러 와줘요 (2023)
- 모르는 번호 (2025)
- 뿜뿜해 (2025)

## 공연
- 포스코 창립 50주년 기념 포항시민 감사 콘서트 (2018)

## 경력
- 아시아문예진흥원 아시아파워브랜드 홍보대사 (2017)
- 한국재능기부봉사단 홍보대사 (2017)
- 2018.05.28. 국제반려동물문화축제 홍보대사
- 2018.11.08. 한국여성언론협회 홍보대사
- 2021.11.07. 제1회 홀덤펍협회 지역투어 대회 홍보대사

## 광고
- 2018년 제주전통주 《흑돈주》
- 2019년 잡지 《뷰티 라이브(Beauty Life)》 10월호
- 2019년 《제천 겨울왕국 페스티벌 시즌2》
- 2019년 《U+ ar 5G 핸드폰》 컨텐츠 모델
- 2020년 위스키 《임페리얼》
- 2020년 가구 《아트피아》
- 2023년 8월 골프웨어 《로랑》 전속모델

## 수상
- 가요TV 가요대상 신인가수상 (2019)
- 제26회 대한민국 문화연예대상 트로트가수인기상 (2018)

## 기타
- 신체: 키 164cm, 체중 48kg, 혈액형 O형
- MBTI : ISFP
- 취미 : 골프
- 별명 : 수달
- 요리 : 김치볶음밥, 제육볶음